# Route nationale 67
Die Route nationale 67, kurz N 67 oder RN 67, ist eine französische Nationalstraße.
Die Straße existierte von 1824 bis 1973 in zwei Abschnitten. Sie geht auf die 1811 festgelegte Route impériale 85 zurück. Ihre Gesamtlänge betrug 258 Kilometer.
Der erste Abschnitt führte von Saint-Dizier bis Chaumont und existiert noch heute. Dieser wurde ab Bologne auf eine westlich um Chaumont führende Schnellstraße gelegt, die südlich von Chaumont auf die D10 führt. Die D10 wurde zwischen dieser Stelle und der Anschlussstelle 24 der A5 Teil der N67.
Der zweite Abschnitt führte von Langres bis zur Schweizer Grenze. Dort ging die Straße ab 1937 in die Hauptstrasse 9 über, die Schweiz komplett durchquert und zur italienischen Grenze beim Simplonpass verläuft, wo sie dann in die Strada Statale 33 (1928 festgelegt) übergeht die bis Mailand zum Porta Sempione verläuft. Der Abschnitt zwischen dem Ort Saône und Saint-Gorgon-Main wurde herabgestuft und der Rest in die verlängerte Nationalstraße N57 integriert. Weiterhin übernahm die N74 1978 den Abschnitt zwischen Langres und Longeau-Percey. Dieser ist mittlerweile auch abgestuft.
Die N67 wurde durch Ortsumgehungen und Schnellstraßen aus vielen Orten heraus verlegt. Dort ist dann die ursprüngliche Trasse als Kommunal- oder Département-Straße kategorisiert.

## Streckenführung
| Position | km           | Fahrbahnen | höchste zulässige Gesamtgeschwindigkeit | Typ              | Breitengrad | Längengrad |
| -------- | ------------ | ---------- | --------------------------------------- | ---------------- | ----------- | ---------- |
| 1        | 2            | 110        | Beginn an Straße                        |                  | 48.5950     | 5.0310     |
| 2        | 2            | 110        | Ende an Straße                          |                  | 48.5675     | 5.0352     |
| 3        | 2            | 110        | Beginn der Autobahn                     |                  | 48.5705     | 5.0350     |
| 4        | 2            | 110        | Normaler Abschnitt                      |                  | 48.5680     | 5.0350     |
| 5        | 1            | 90         | Vollständige Anschlussstelle            | Chevillon        | 48.5407     | 5.0858     |
| 6        | 2            | 110        | Normaler Abschnitt                      |                  | 48.5012     | 5.1052     |
| 7        | Gegenverkehr | 90         |                                         | Joinville        | 48.4550     | 5.1450     |
| 8        | Gegenverkehr | 90         |                                         | Marne            | 48.4520     | 5.1570     |
| 9        | Gegenverkehr | 90         |                                         | Joinville        | 48.4475     | 5.1622     |
| 10       | Gegenverkehr | 90         |                                         | Joinville        | 48.4434     | 5.1617     |
| 11       | 2            | 110        | Brücke                                  | Marne            | 48.4335     | 5.1523     |
| 12       | 1            | 90         |                                         | Joinville        | 48.4302     | 5.1465     |
| 13       | 1            | 90         |                                         | Fronville        | 48.3992     | 5.1538     |
| 14       | 1            | 90         |                                         |                  | 48.3992     | 5.1538     |
| 15       | 1            | 90         |                                         |                  | 48.3574     | 5.1325     |
| 16       | 1            | 90         |                                         | Gudmont-Villiers | 48.3543     | 5.1318     |
| 17       | 1            | 90         |                                         |                  | 48.3425     | 5.1278     |
| 18       | 2            | 110        | Teil-Anschlußstelle                     | Gudmont-Villiers | 48.3345     | 5.1307     |
| 19       | 2            | 110        | Teil-Anschlußstelle                     | Gudmont-Villiers | 48.3275     | 5.1353     |
| 20       | 2            | 110        | Ende an Straße                          |                  | 48.3215     | 5.1220     |
| 21       | 2            | 110        | Beginn der Autobahn                     |                  | 48.2113     | 5.1250     |
| 22       | 2            | 110        | Teil-Anschlußstelle                     | Bologne          | 48.1903     | 5.1244     |
| 23       | 2            | 110        | Vollständige Anschlussstelle            | Chaumont         | 48.1281     | 5.1071     |
| 24       | 2            | 110        | Ende an Kreisverkehr                    | Chaumont (süd)   | 48.1100     | 5.1095     |

## N67a
Die französische Nationalstraße N67A ist ein Seitenast der Nationalstraße N67.
Dieser Abschnitt verband die Nationalstraße N67 von Donjeux aus mit einer Kreuzung der Nationalstraße N65 in Rimaucourt.
Die Nationalstraße existierte in den Jahren von 1933 bis 1973 und hatte eine Länge von 23 Kilometern.

## N67b
Die französische Nationalstraße N67B ist ein ehemaliger Seitenast der Nationalstraße N67.
Dieses Teilstück zweigte von der Nationalstraße N67 in La Cluse-et-Mijoux ab und führte zur Schweizer Grenze.
An der Grenze ging die Nationalstraße in die Hauptstrasse 10 über.
Die Nationalstraße existierte in den Jahren von 1933 bis 1973 und hatte eine Länge von 7,5 Kilometern.
Die Straße wurde auch manchmal als Nationalstraße N67bis bezeichnet.

## N2067
Die N2076 war ein Seitenast der N67, der 2004 entstand, als diese auf eine Schnellstraße verlegt wurde. Sie verlief zwischen Bologne und Chaumont und trägt seit 2006 die Nummer D200.